# Muzykanci (film)
Muzykanci – polski film dokumentalny z 1960 w reżyserii Kazimierza Karabasza. 
Film przedstawia próbę amatorskiej orkiestry dętej tramwajarzy. Muzykanci okazali się filmem ważnym ze względu na rejestrację wydarzeń pozbawioną dotychczas obowiązkowego w polskich dokumentach komentarza – a więc również ideologicznego przekazu – oraz udaną próbę synchronizacji obrazu i dźwięku. Operator kamery, Stanisław Niedbalski, zastosował przy kręceniu filmu oświetlenie górne zamiast praktykowanego dotąd w polskich dokumentach oświetlenia z boku.
Muzykanci zdobyli szereg nagród na międzynarodowych festiwalach filmów krótkometrażowych, między innymi Złotego Lwa św. Marka na MFFKiD w Wenecji, Grand Prix na MFFDiA w Lipsku oraz Nagrodę Główną na MFFK w Oberhausen. W Polsce film został uhonorowany również Syrenką Warszawską w kategorii najlepszego filmu krótkometrażowego, a Karabasz i Niedbalski otrzymali również Złotego Smoka Wawelskiego w kategorii filmów dokumentalnych na Krakowskim Festiwalu Filmowym. Muzykantów uznaje się za fundacyjny film nurtu w polskim kinie dokumentalnym, określanego mianem szkoły Karabasza. Mikołaj Jazdon określił go mianem „arcydzieła filmowej sztuki dokumentalnej i jednego z najważniejszych polskich filmów” . Zdaniem Bartosza Satszczyszyna: „Na długie lata Muzykanci stali się wzorem tego, jak powinien wyglądać dojrzały film dokumentalny”. W połowie lat 90. Krzysztof Kieślowski sklasyfikował film Karabasza na swojej liście 10 najważniejszych filmów w dziejach kina, przygotowanej dla brytyjskiego pisma „Sight and Sound” .